# Espostoa
Espostoa és un gènere de cactus de la família de les cactòidies.
Haagespostoa és un gènere de cactus, híbrid natural entre Haageocereus i Espostoa. Fou descrit per Britton i Rose i publicat a The Cactaceae; descriptions and illustrations of plants of the cactus family 2: 60, f. 87–91. 1920.

## Taxonomia
- Espostoa baumannii (Knize 1969)
- Espostoa blossfeldiorum ((Werdermann) Buxbaum 1959)
- Espostoa calva (F. Ritter 1981)
- Espostoa frutescens (J. E. Madsen 1989)
- Espostoa guentheri ((Kupper) Buxbaum 1959)
- Espostoa huanucoensis (H. Johnson ex F. Ritter 1981)
- Espostoa hylaea (F. Ritter 1964)
- Espostoa lanata ((Kunth) Britton & Rose 1920)
- Espostoa lanianuligera (F. Ritter 1981)
- Espostoa melanostele ((Vaupel) Borg 1937)
- Espostoa mirabilis (F. Ritter 1964)
- Espostoa nana (F. Ritter 1964)
- Espostoa ritteri (Buining 1960)
- Espostoa ruficeps (F. Ritter 1981)
- Espostoa senilis ((F. Ritter) N. P. Taylor 1978)
- Espostoa superba (F. Ritter 1960)